# Júnia (Bíblia)
Júnia ou Júnias (em grego:  Ἰουνιᾶν) foi uma cristã do século I d.C. e tida em alta estima por Paulo:
| “ | Saudai a Andrônico e a Júnias, meus compatriotas e companheiros em prisão, os quais se assinalam entre os apóstolos, e que também estavam em Cristo antes de mim. | ” |
|   | — Romanos 16:7, Paulo. |   |

A frase "os quais se assinalam entre os apóstolos" fez com que muitos concluíssem que ela seria a única mulher mencionada entre os apóstolos no Novo Testamento. Geralmente se assume que Andrônico da Panônia (em grego:  Ανδρόνικος) era seu marido. Tanto seu gênero (sexo) quanto seu apostolado são objetos de considerável debate. Compreensivelmente, este versículo recebeu e continua recebendo uma considerável atenção na literatura acadêmica.

## Identidade
Para além do debate sobre o nome e o gênero, a forma como Paulo reconhece o apostolado de Andrônico e Júnia, aliado com o trecho "...em Cristo antes de mim", indica que o apostolado do casal não afetou o reconhecimento de seu status junto a Paulo. Há duas principais discussões sobre as intenções de Paulo neste cumprimento ao par:
- A primeira propõe que Júnia era uma judia helenizada e que ela era parte da atividade missionária de Paulo aos gentios, livre da Lei. Neste cenário, Paulo estaria reforçando a atividade do casal, elogiando-os.[1]
- A outra possibilidade é que Júnia fosse parte do grupo mais conservador do movimento inicial no cristianismo primitivo, como os judeo-cristãos (judeus que ainda consideravam importante a manutenção dos preceitos da Lei) e que Paulo estava pedindo-lhes que o aceitassem. Martin Hengel propôs que a congregação romana fora originalmente fundada por helenistas,[2] que era o grupo de judeus que falavam grego e que pertenciam à sinagoga do "homem-livre", associada com Estevão, que abertamente abandonara a lei judaica. As evidências apontam para Júnia como parte deste movimento e sua localização geográfica indica que ela teria sido uma das primeiras fundadoras da comunidade cristã de Roma.[1] Porém, não importando com quem ela teria se associado, todas as conjecturas sobre suas afiliações pressupõem que ela era uma mulher de grande prestígio. Ser chamada de "apóstolo" significaria que ela teria tido uma experiência de Jesus pós-ressurreição e seria parte da "comissão divina". Ela provavelmente estava entre os quinhentos que Paulo menciona terem recebido uma visão de Jesus em 1 Coríntios 15:6.[3]

É também notável que Júnia possua um nome latino que possa ter derivado de suas origens servis. Isso pode significar que ela era uma escrava liberta que adotara o nome de seu patrão. Alternativamente, como já mencionado, ela poderia ter pertencido a uma família de judeus helenizados. De acordo com Harry Leon, era comum nesta época que famílias judias falantes do grego batizarem suas filhas com nomes latinos e seus filhos, com nomes gregos (daí o nome grego "Andrônico").
A relação de Júnia com Andrônico também é algo ambígua. Enquanto em geral se aceita que eles eram um casal, eles podem também ter sido irmãos ou simplesmente um par de evangelistas. O que é importante é que Júnia é referida nominalmente e não como um apêndice de outro. Isto significa que ela teria merecido o título e a posição por seus próprios méritos ao invés de aceitá-los por derivação do status de seu marido.

## Apostolado de Júnia
A maior parte dos estudos, porém, estão preocupados com o "gênero" do nome, assumindo que a sua posição como apóstolo não está em dúvida. Burer e Wallace propõem exatamente o inverso, concordando que Júnia era uma mulher e afirmando que a correta tradução do original grego a coloca como "bem conhecida" dos apóstolos ao invés de "proeminente entre" os apóstolos. Esta transliteração indicaria que ambos, Andrônico e Júnia, não eram apóstolos, mas tinham uma boa reputação entre eles[nota a]. Outra possibilidade sugerida é a de que Paulo usa a palavra "apóstolo", ao designar Andrônico e Júnia, em seu sentido mais amplo, significando simplesmente missionários a serviço da Igreja Cristã.
A classicista Evelyn Stagg e o estudioso do Novo Testamento Dr. Frank Stagg acreditam que Paulo tinha competência para endossar o casal como "apóstolos" com base em seu próprio envolvimento com eles. Suas referências à prisão deles junto com a sua e ao período em que se converteram (em relação à sua própria conversão) lhe seriam suficientes para que ele não tolhesse sua opinião pessoal como fonte deste tipo de credencial. Os Staggs mantém ainda que tanto o contexto quanto o conteúdo deste versículo requerem que ele seja lido claramente como a recomendação de Paulo de que Andrônico e Júnia seriam não só cristãos notáveis, mas como também membros de um grupo maior de "apóstolos", no qual também se encontravam Silas, Timóteo e outros.
A aclamação entusiástica de Paulo sobre Júnia fez com que João Crisóstomo, um proeminente doutor da Igreja, se maravilhasse com sua devoção aparente a ponto de afirmar que "...ela deveria ser contada como merecedora do título de apóstolo". Este mesmo autor vê este trecho de Romanos como prova de que Paulo encorajava mulheres como líderes da igreja antiga.

## Gênero de Júnia
Que Júnia era uma mulher é algo raramente contestado hoje em dia entre os teólogos cristãos. Stephen Finlan acrescenta que ela é reconhecida como "a única mulher entre os apóstolos nomeada explicitamente no Novo Testamento".
O problema na tradução do nome aparece pois quando o Novo Testamento foi composto, grego era normalmente escrito sem acentos, ainda que eles já tivessem sido inventados. Se escrito com o acento agudo na penúltima sílaba (Ἰουνίαν), o nome é "Júnia" (feminino). Se escrito com acento circunflexo na sílaba final (Ἰουνιᾶν), o nome é "Júnias" (masculino). Nenhuma conclusão pode ser tirada a partir das palavras masculinas no mesmo versículo, uma vez que elas se aplicam também a Andrônico e, mesmo que Júnia(s) seja uma mulher, as regras de gramática gregas as colocariam todas no masculino. A escolha, na maioria das vezes, da forma masculina (Ἰουνιᾶν) quando os acentos passaram a ser colocados no século IX pode ter sido influenciada pelo gênero das palavras adjacentes, mas também é possível que seja atribuída a um suposto viés por parte dos copistas contra a ideia de uma mulher apóstolo.
Dois manuscritos gregos trazem "Julia" (claramente um nome feminino) ao invés de "Junia(s)". Um é o papiro P46, de 200 d.C. O outro é o manuscrito minúsculo do século XIII catalogado como "6". "Julia" também aparece em alguns manuscritos latinos, em uma tradição de manuscritos coptas e em manuscritos etíopes. Três outros unciais gregos tem a substituição inveersa ("Junia(s)" no lugar de "Julia") no versículo Romanos 16:15, o que traz a tona a questão de que a proximidade entre os dois nomes na mesma página pode ser a razão de, em ambos os casos, alguns copistas terem trocado um pelo outro. Há também tentativas de conectar Júnia e Joana (Lucas 8:3), sugerindo que Júnia poderia ser uma forma latina do hebreu Joana.
Apenas um registro do nome masculino "Junias" foi encontrado em fontes literárias gregas extra-bíblicas, como sendo o nome de um bispo de Apameia, na Síria. Três claras ocorrências de "Junia" foram encontradas. Enquanto que as buscas pode "Junias" em latim não encontraram nenhuma evidência, foi relatado que "Junias" foi encontrado como um apelido (ou diminutivo) latino para o nome "Junianas", que não era raro tanto em grego quanto em latim Ainda que isto seja uma possibilidade, estudos históricos sobre o nome "Junia" como uma forma contraída de "Junianas" mostrou que há mais de 250 citações do nome Junia na antiguidade, em todos os casos referindo-se a uma mulher, com nenhum caso comprovado sequer do uso de Junia como abreviação ou diminutivo de "Junianus". Ao mesmo tempo, o nome Júnia aparece múltiplas vezes em inscrições, lápides e registros, com o caso mais notável sendo a meia-irmã do general romano Bruto, Júnia.